# 罗悃镇
罗悃镇，是中华人民共和国贵州省黔南布依族苗族自治州罗甸县下辖的一个乡镇级行政单位。
2014年2月14日，贵州省人民政府批复同意罗甸县行政区划调整，新设置的罗悃镇辖原罗悃镇、沟亭乡、罗苏乡，镇人民政府驻河东村。

## 行政区划
罗悃镇下辖以下地区：
河东村、河西村、洞甲村、纳冗村、纳闹村、架良村、玉里村、各化村、干村、平艾村、上饶村、冗瓦村、朗顶村、新坡村、罗苏村、龙井村、过石村、塘山村、纳庆村、沿河村、平榜村、沟亭村、布法村、平坡村、响水村、雷坡村、冗响村、布乃村、布沙村、拉招村和拉喊村。